# Atypisk parkinsonism
Atypisk parkinsonism, tidigare kallat parkinson plus-syndrom, är ett samlingsnamn för sjukdomar som i likhet med Parkinsons sjukdom kan uppvisa symtomen rörelsearmod, stelhet och skakningar. De skiljer sig från Parkinsons sjukdom dels genom att effekten av Parkinson-läkemedel (till exempel levodopa) är sämre, dels genom att det förekommer symtom som inte är vanliga vid Parkinsons sjukdom.
Till sjukdomsgruppen atypisk parkinsonism hör
- Multipel systematrofi, MSA, ett samlingsnamn för de äldre begreppen Shy Dragers syndrom, striatonigral degeneration och Bradbury-Egglestones sjukdom
- Progressiv supranukleär pares, PSP
- Kortikobasal degeneration
- Lewykroppsdemens
- Cerebrovaskulär parkinsonism.